# Herisau
Herisau é uma comuna da Suíça, no Cantão Appenzell Exterior, com cerca de 15.611 habitantes. Estende-se por uma área de 25,17 km², de densidade populacional de 620 hab/km². Confina com as seguintes comunas: Degersheim (SG), Flawil (SG), Gossau (SG), Hundwil, San Gallo (Sankt Gallen) (SG), Schwellbrunn, Stein, Waldstatt. 
A língua oficial nesta comuna é o Alemão.